# Montreal (região administrativa)
A Região administrativa de Montreal é uma das 17 regiões administrativas da província canadense do Quebec. Além de região administrativa é também a Regionalidade Municipal do Condado de Montreal. Nela localizam-se 16 municípios entre eles Montreal. Segundo estimativas de 2009 a região tem cerca de um milhão e novecentas mil pessoas distribuídas em quase quinhentos Quilómetros quadrados.

## Municípios
- Baie-D'Urfé
- Beaconsfield
- Côte-Saint-Luc
- Dollard-des-Ormeaux
- Dorval
- Hampstead
- Kirkland
- L'Île-Dorval
- Mont-Royal
- Montreal
- Montréal-Est
- Montréal-Ouest
- Pointe-Claire
- Sainte-Anne-de-Bellevue
- Sennevill
- Westmount